# Glyphesis taoplesius
Glyphesis taoplesius is een spinnensoort in de taxonomische indeling van de hangmatspinnen (Linyphiidae).
Het dier behoort tot het geslacht Glyphesis. De wetenschappelijke naam van de soort werd voor het eerst geldig gepubliceerd in 1969 door Jörg Wunderlich.